# Dassault Ouragan
Pour les articles homonymes, voir Ouragan (homonymie).
Le MD-450 Ouragan est un avion de chasse et d'attaque au sol, produit de 1951 à 1954 par le constructeur aéronautique Dassault. Premier avion à réaction de conception française construit en série, il marque une étape importante dans l'histoire de l'aéronautique nationale française.

## Conception
En 1947, le seul intercepteur à réaction en développement pour l'Armée de l'air, le SO.6020 Espadon, est en proie à de sérieuses difficultés (performances insuffisantes dues à un excès de poids) qui mettent le succès du programme en question. De sa propre initiative, Dassault se lance dans l'étude d'un chasseur concurrent, le MD-450.
La conception générale s'inspire de celle du F-84 Thunderjet américain. Suivant les préconisations de Marcel Dassault lui-même, le bureau d'études conçoit une cellule aussi simple que possible, en s'appuyant sur les standards des avions Bloch d'avant-guerre, et profitant de l'expérience acquise avec la famille de chasseurs MB.150, afin d'obtenir un avion léger, peu cher, et aussi performant que le moteur le permettra.
La voilure est installée en bas du fuselage de façon à permettre l'implantation en dessous d'un train d'atterrissage articulé et s'escamotant latéralement dans ses emplantures (pour les jambes) et dans le bas du fuselage (pour les roues).
Le fuselage, entièrement de section circulaire, est dessiné à partir d'une entrée d'air nasale, permettant une captation optimale sans aucune couche limite parasite. Il contient une double manche à air encadrant le poste de pilotage, des réservoirs de carburant, et une chambre pour l'installation d'un turboréacteur Rolls-Royce Nene construit sous licence par Hispano-Suiza.
La cabine pilote est pressurisée car l'avion doit pouvoir monter à une altitude de 12 000 m. L'empennage est de type cruciforme, avec le stabilisateur (empennage horizontal) implanté sur la dérive (empennage vertical), donc bien dégagé au-dessus du sillage de la voilure basse.
Comme d'usage à l'époque dans presque toutes les aviations du monde (sauf aux États-Unis où le premier chasseur tous temps, le Northrop F-89 Scorpion, a volé au mois d'août 1948), l'Ouragan est un intercepteur de jour qui ne dispose pas d'un radar de bord. Il est armé de quatre canons de 20 mm avec conduite de tir par collimateur gyroscopique, dans la lignée des réalisations anglaises de la Seconde Guerre mondiale.
Le prototype MD-450 01 effectue son premier vol le 28 février 1949, aux mains de Kostia Rozanoff, au centre d'essais en vol de Melun-Villaroche. Les résultats des essais effectués par le CEV étant satisfaisants, le secrétariat d'État à l'Air décide de commander une présérie de 12 appareils pour la mise au point opérationnelle. Certains sont affectés à des essais particuliers :
- Le prototype 03, avec postcombustion ;
- Le 07, avec réacteur Rolls-Royce Tay de 2 600 kg de poussée ;
- Le 08, avec deux caméras verticales dans le bas du fuselage pour la reconnaissance, sacrifiant au passage deux des quatre canons de 20 mm[1], et un appareil photo oblique sur le côté droit. De petits réservoirs à carburant additionnels sont installés à l'extrémité des ailes[1] ;
- Le 11, avec entrées d'air latérales et armé de 2 canons de 30 mm (voir MD-453) ;
- Le 13, avec réacteur SNECMA ATAR.

Alors que l'Ouragan est en cours de développement, le Parlement français adopte en août 1950 un plan quinquennal (1951-1955) portant fixation d'un programme aérien. L'aggravation du contexte international (guerre de Corée) accélère les décisions. Le 31 août 1950, le secrétariat d'État à l'Air commande 150 Ouragan, commande portée ensuite à 450 appareils puis, en 1952, réduite de 100 avions, remplacés par des Mystère II. L'aide militaire américaine (MDAP) aux pays de l'Europe de l’Ouest, par le biais de contrats « off-shore », assure le financement de 185 appareils.

## Carrière
Le premier vol d'un Ouragan de série intervient le 20 décembre 1951 à Mérignac, toujours aux mains de Kostia Rozanoff. Au total, la production s'élèvera à 350 exemplaires. Elle est répartie entre la SNCASE, à Toulouse, et la SNCASO, à Saint-Nazaire et Nantes-Bouguenais. La société Dassault, à Talence, assure la fabrication des empennages et des éléments mobiles. L'assemblage final est réalisé à Mérignac, sur une chaîne de montage parallèle à celle des Flamant. La cadence moyenne de production est de 17 avions par mois.

### Dans l'Armée de l'air française

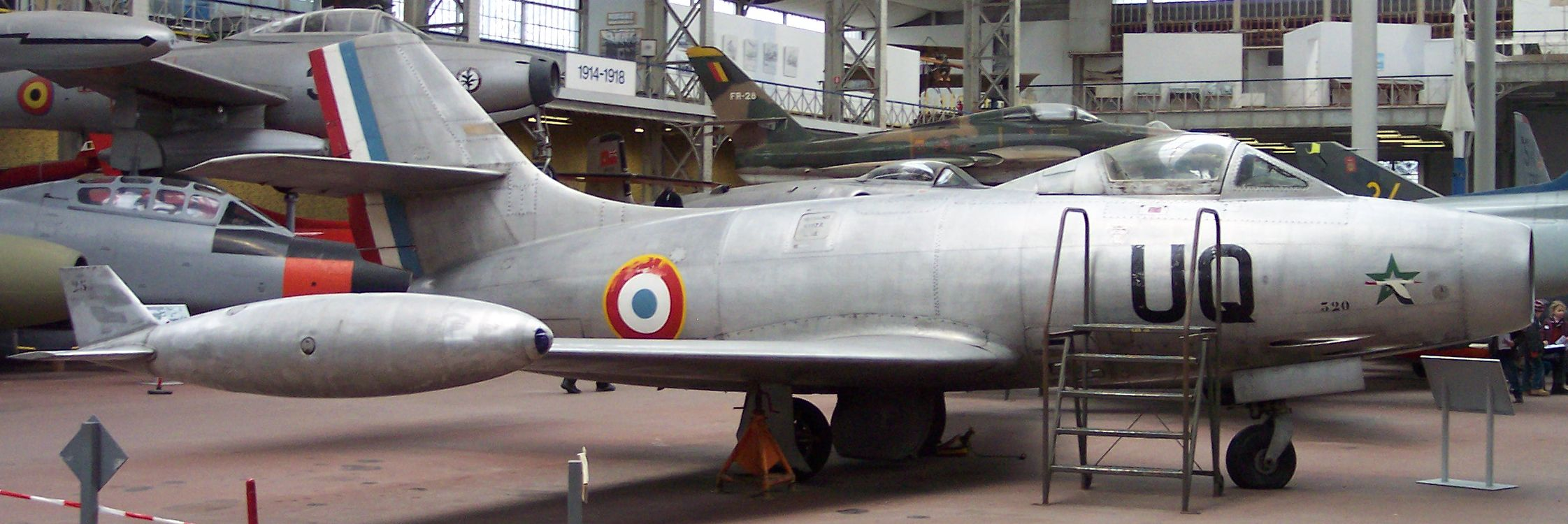
Dassault MD-450 Ouragan avec l'insigne de l'école de chasse « Christian Martell » BE 708 de Meknès (Maroc), de janvier 1947 au 31 mai 1961 en aéronautique.

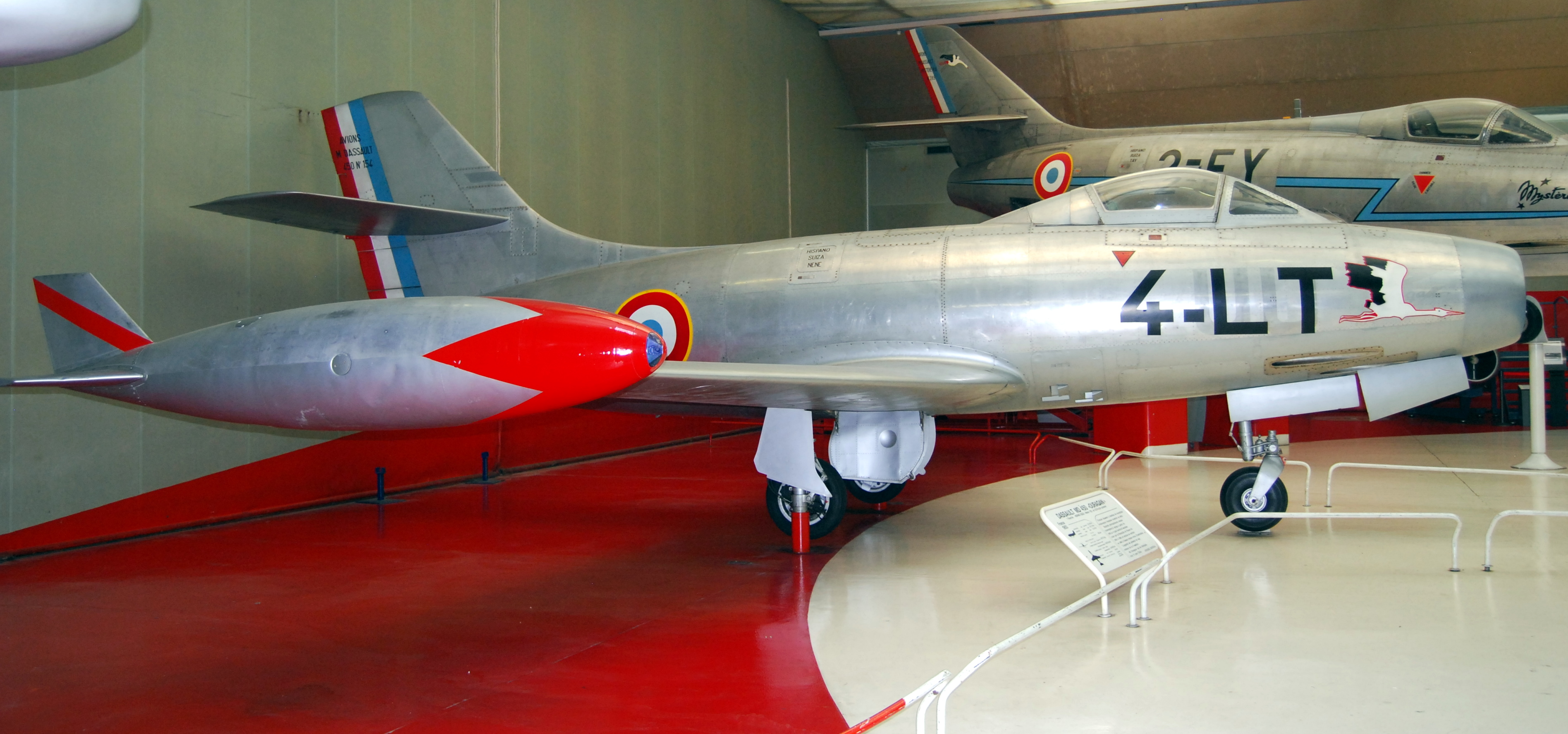
Dassault Ouragan de l'Escadron de Chasse 2/4 La Fayette au Musée de l'Air et de l'Espace, Le Bourget

En août 1950, avant la livraison de tout avion de pré-production, le gouvernement français passa une première commande de 150 Ouragans de série, avec des ambitions pour jusqu'à 850 Ouragans en service dans l'Armée de l'Air. La carrière opérationnelle des Ouragan dans l'Armée de l'air débute en novembre 1952, où il commence à remplacer des avions tels que les britanniques De Havilland Vampire.. L'avion équipe :
- Jusqu'à fin 1957, les 2e (Dijon), 4e (Bremgarten) et 12e escadres de chasse (Cambrai) ;

- De 1954 à 1956, la Patrouille de France ;
- De 1957 à 1962, l’École de Chasse à Meknès (au Maroc) puis à Tours ;
- De 1960 à 1965, l’École de l’Air à Salon-de-Provence .

En raison de la mise en service rapide de ce type, le programme de test complet d'Ouragan n'était pas terminé, ce qui a conduit à de multiples cas de pilotes exécutant par inadvertance des manœuvres involontaires. En particulier, l'avion avait tendance à décrocher brusquement lors d'un virage serré, entraînant des vrilles involontaires. Dans l'ensemble, l'Ouragan se serait avéré agréable à piloter; les pilotes français étaient satisfaits de la stabilité de l'avion, se prêtant bien au tir des canons et des roquettes. Ses qualités de pilotage ont conduit l'Ouragan à être utilisé pendant trois ans comme avion de la Patrouille de France.
Les 50 premiers Ouragans ont été construits selon la norme M.D.450A, équipés du moteur Nene 102; la majorité des avions livrés étaient conformes à la norme  MD450B  ultérieure, étant équipés d'un moteur Nene 104B construit par Hispano-Suiza, qui était plus léger que le Nene 102 et avec une poussée légèrement supérieure. Des réservoirs de carburant en bout d'aile étaient montés de série dans les deux variantes.
En france, le service de première ligne de l'Ouragan fut de courte durée; à partir de mai 1955, il commence à être remplacé par le plus performant Dassault Mystère IV. En 1957, les derniers Ouragans sont mis en retrait des unités opérationnelles; un certain nombre d'avions ont été conservés au-delà de cette date dans des capacités secondaires telles que des entraînements tactiques et de support au sol tout au long des années 1960.

### À l'étranger

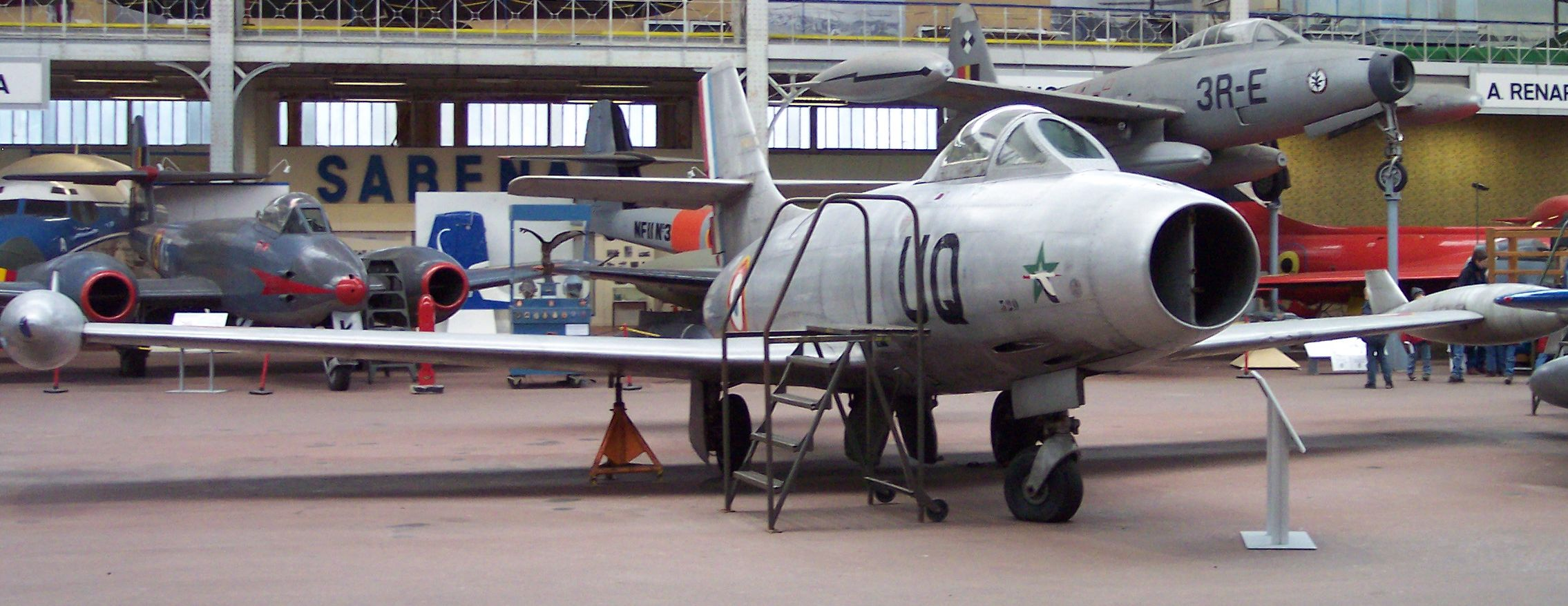
MD-450 Ouragan au musée de l'air de Bruxelles (Belgique).

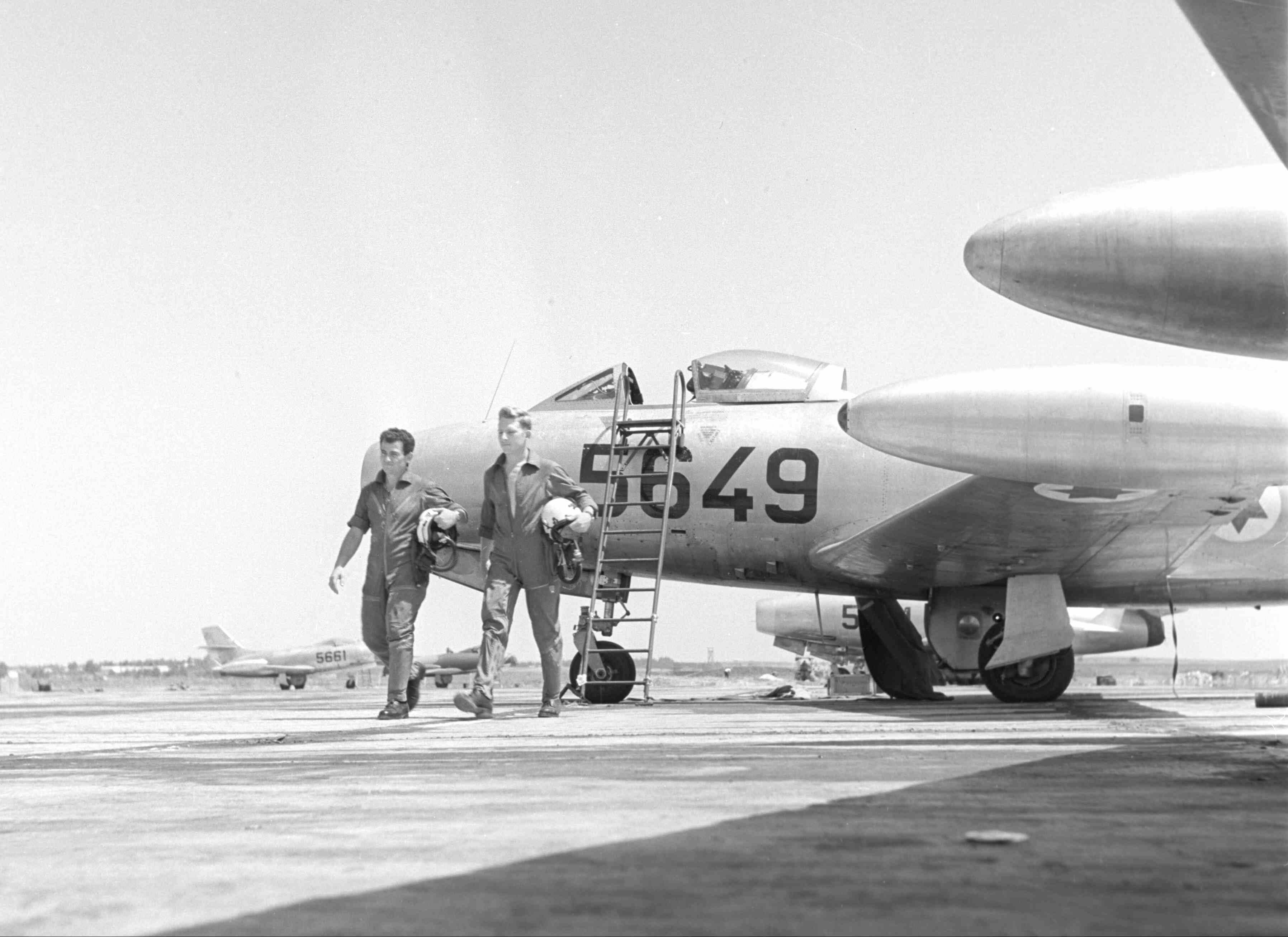
Rangée de MD-450 Ouragan sur une base aérienne israélienne en juillet 1956.

L'Inde commande 71 Ouragan équipés de réacteurs Rolls Royce Nene 105 A de 2 350 kg de poussée et armés de la version britannique Mk.5 du canon Hispano-Suiza de 20 mm le 25 juin 1953. Livrés entre octobre 1953 et mi-1954, ils sont rebaptisés Toofani par l'Armée de l'air indienne. En mars 1957, l'Armée de l'air livre à l'Inde 33 exemplaires supplémentaires, dont 20 appareils inutilisés en réserve. Les Ouragans indiens resteront en première ligne jusqu'en 1967.
En 1955, Israël commande 24 Ouragan qui sont prélevés sur les stocks de l'Armée de l'air française aux mois d'octobre et novembre, suivis plus tard par 46 autres exemplaires.
En 1974, 18 Ouragan israéliens sont revendus au Salvador, où ils terminent leur carrière en 1985.

## Engagements
- Les Ouragan israéliens connaissent l'épreuve du feu lors de la campagne de Suez, en octobre 1956. Pendant la guerre des Six Jours, une quarantaine d'avions seront mis en ligne et remporteront des succès considérables dans des missions d'attaque au sol ;
- Les Ouragan indiens participeront aux opérations aériennes de la guerre sino-indienne de 1962 ;
- Au Salvador, les Ouragan participent à la lutte contre la guérilla et remportent la seule victoire aérienne de la guerre civile de ce pays, en 1981. Six d'entre-eux sont détruits au sol lors d'une attaque contre l'aéroport d'Ilopango, en 1982.

## Utilisateurs
- France
- Inde
- Israël
- Salvador

## Survivants
Un certain nombre d'exemplaires du MD-450 Ouragan sont conservés en France :
- Le no 8 au Musée de l'Epopée de l'Industrie et de l'Aéronautique, Albert (Somme) en France ;
- Le no 215, (aux couleurs du no 251 de la Patrouille de France) anciennement exposé château de Savigny-lès-Beaunes, et maintenant visible aux Ailes Anciennes Toulouse[3] ;
- Le no 232, du Conservatoire de l'air et de l'espace d'Aquitaine à Bordeau-Mérignac[4].
- Le no 450/« 4US », de la collection des avions à réaction au château de Savigny-lès-Beaune ;
- Le musée de l'Air et de l'Espace, à l'aéroport du Bourget, détient le no 154/« 4-LT » peint aux couleurs « tête d'indien », mais un insigne précédent est à-peine visible en dessous ;
- L'Ouragan no 214/« UG », aux couleurs de la Patrouille de France, est exposé au musée européen de l'Aviation de chasse à Montélimar[5] ;
- L'Ouragan no 297 auparavant exposé sur la base de Romorantin jusqu'en mai 2014 est  à présent restauré et présenté au musée E.A.L.C. de Lyon Corbas ;

Dans le monde:
- Les Ouragan nos 80 et 49 de la force aérienne israélienne, deux anciens combattants et les survivants de la guerre de Suez en 1956 et de la guerre des Six Jours en 1967, sont exposés en plein air au musée de l'air d'Israël (Israel Air Force Museum) à Hatzerim;
- Un Dassault MD.450 Ouragan n°320 - 'UQ' dans la section Air et Espace du Musée royal de l'Armée et de l'Histoire militaire de Bruxelles, Belgique.
- Un Ouragan MD-450 (Toofani), « IC 554 », est exposé au musée de l'armée de l'air indienne à Palam, New Delhi. Il était peint en camouflage gris-vert, mais il apparaît maintenant en métal naturel avec la marque de l'escadron no 47 « Black Archers » ;
- Au Salvador, deux Ouragans sont exposés au Museo Nacional de Aviacion, à la base aérienne de Ilopango.

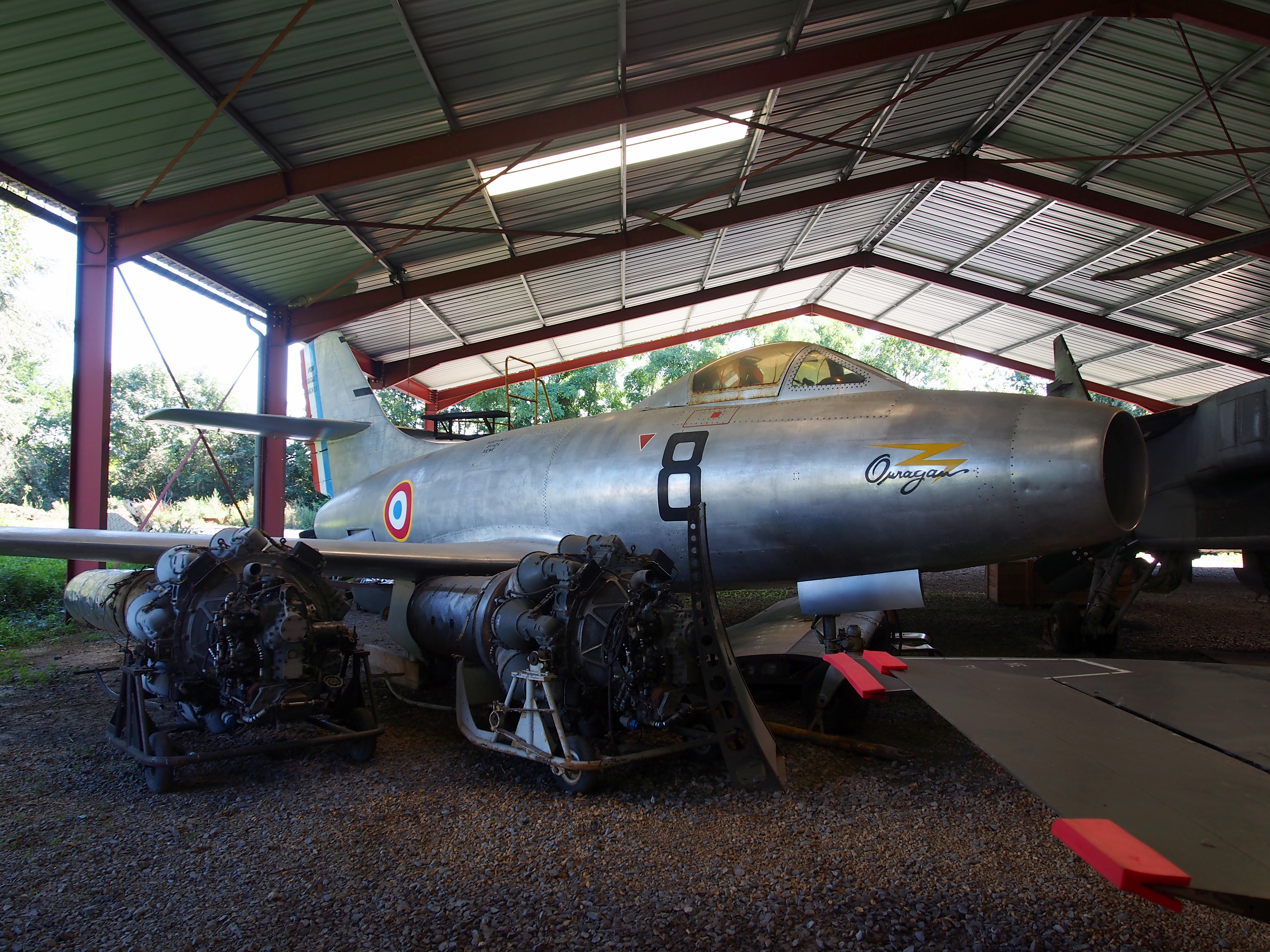
Dassault MD.450 Ouragan n°8 à Albert
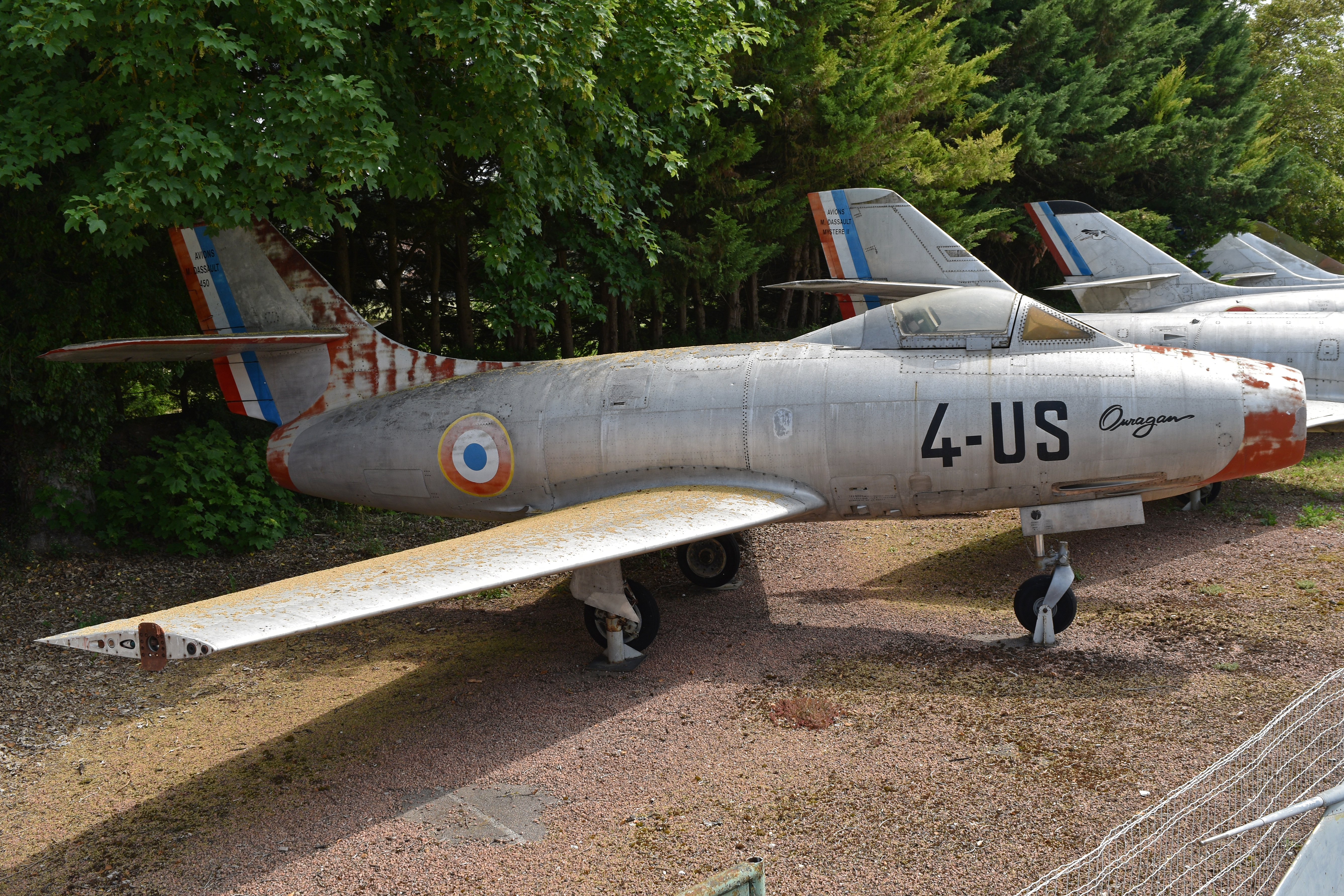
Dassault MD450B Ouragan n°230 ‘4-US’, Château de Savigny-lès-Beaune
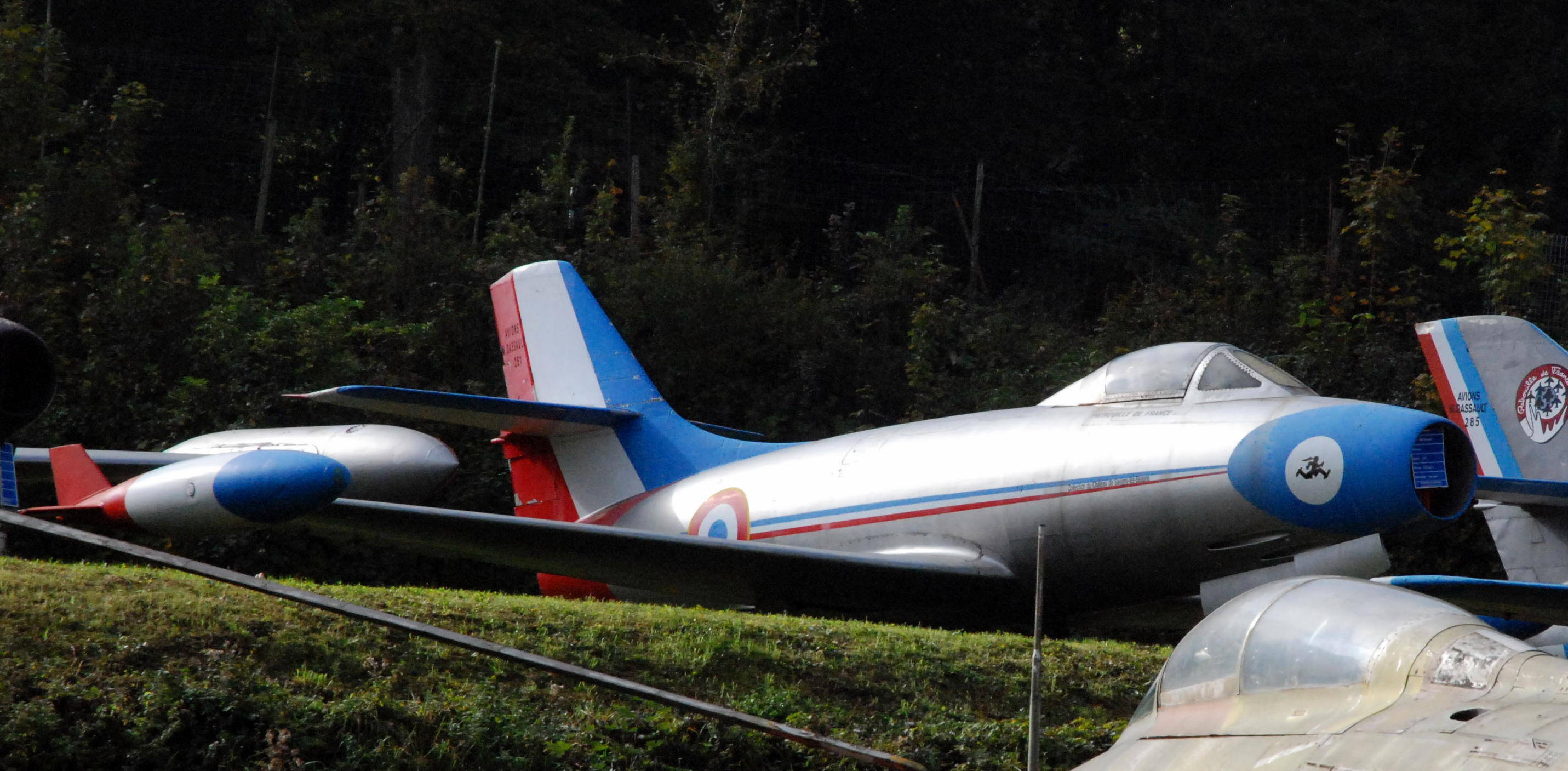
Dassault MD450B Ouragan n°251, Château de Savigny-lès-Beaune
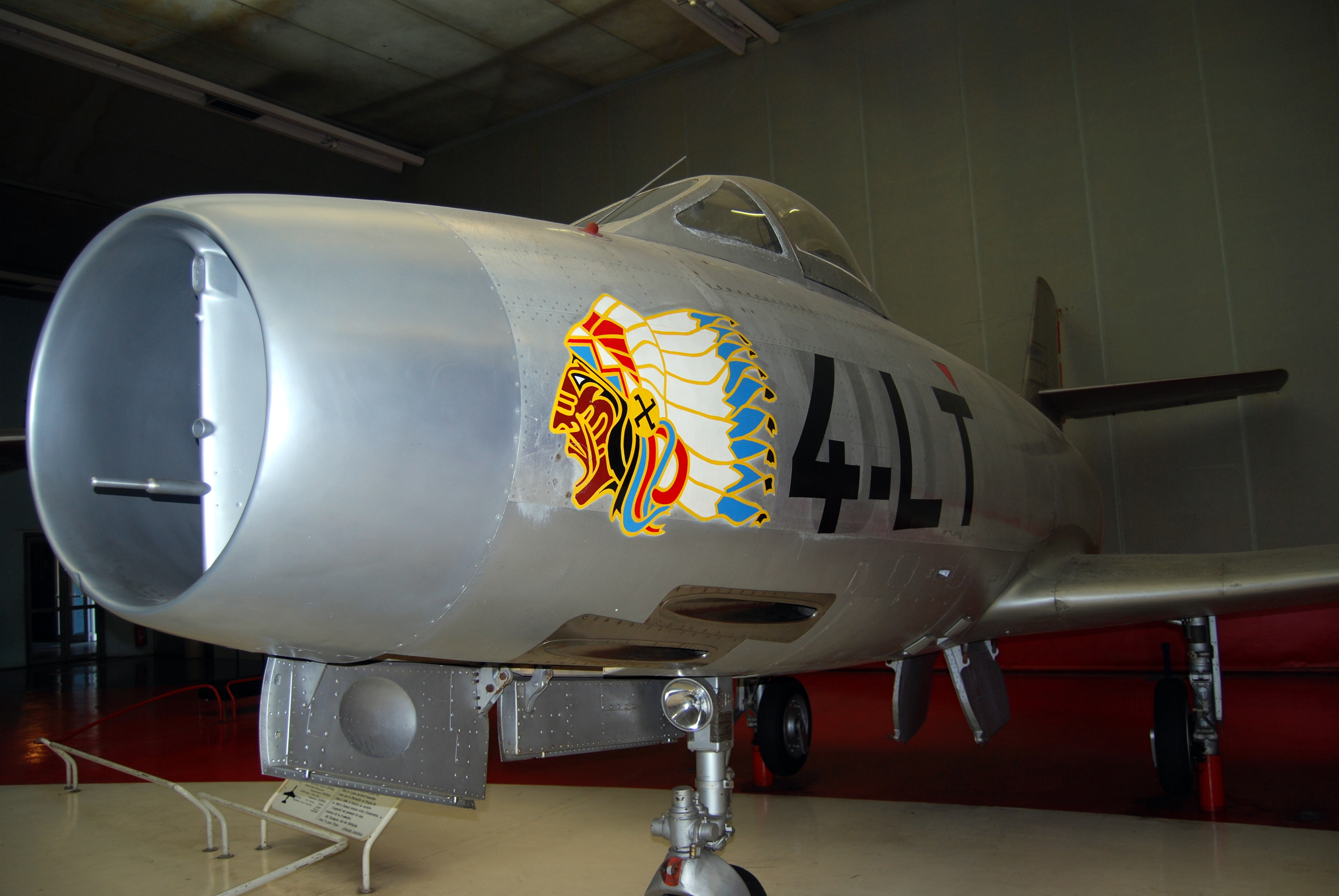
Dassault Ouragan n°154, Musee de l'Air et de l'Espace, Le Bourget
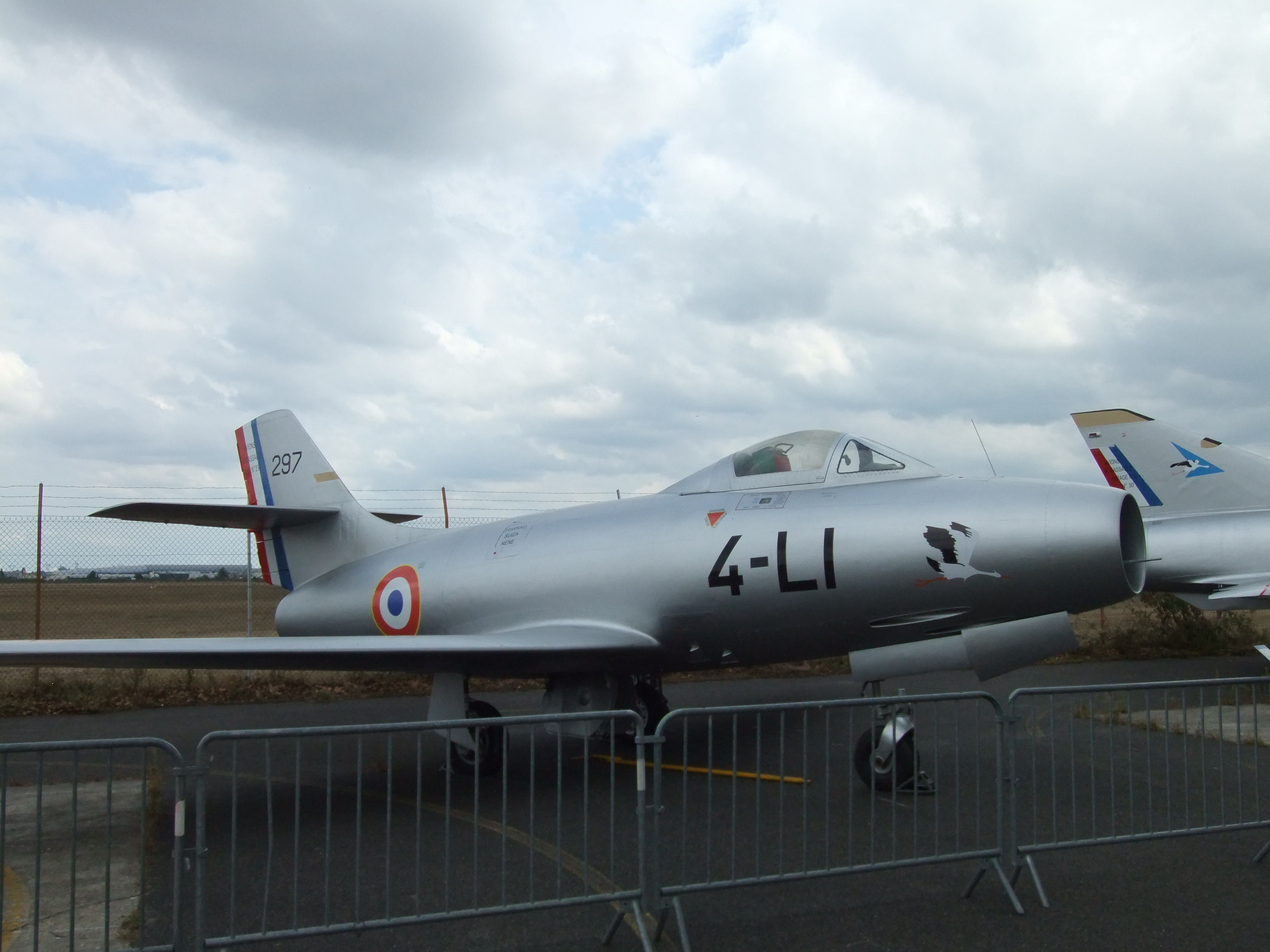
Dassault MD 450 Ouragan n°297 '4-LI' à Lyon Corbas
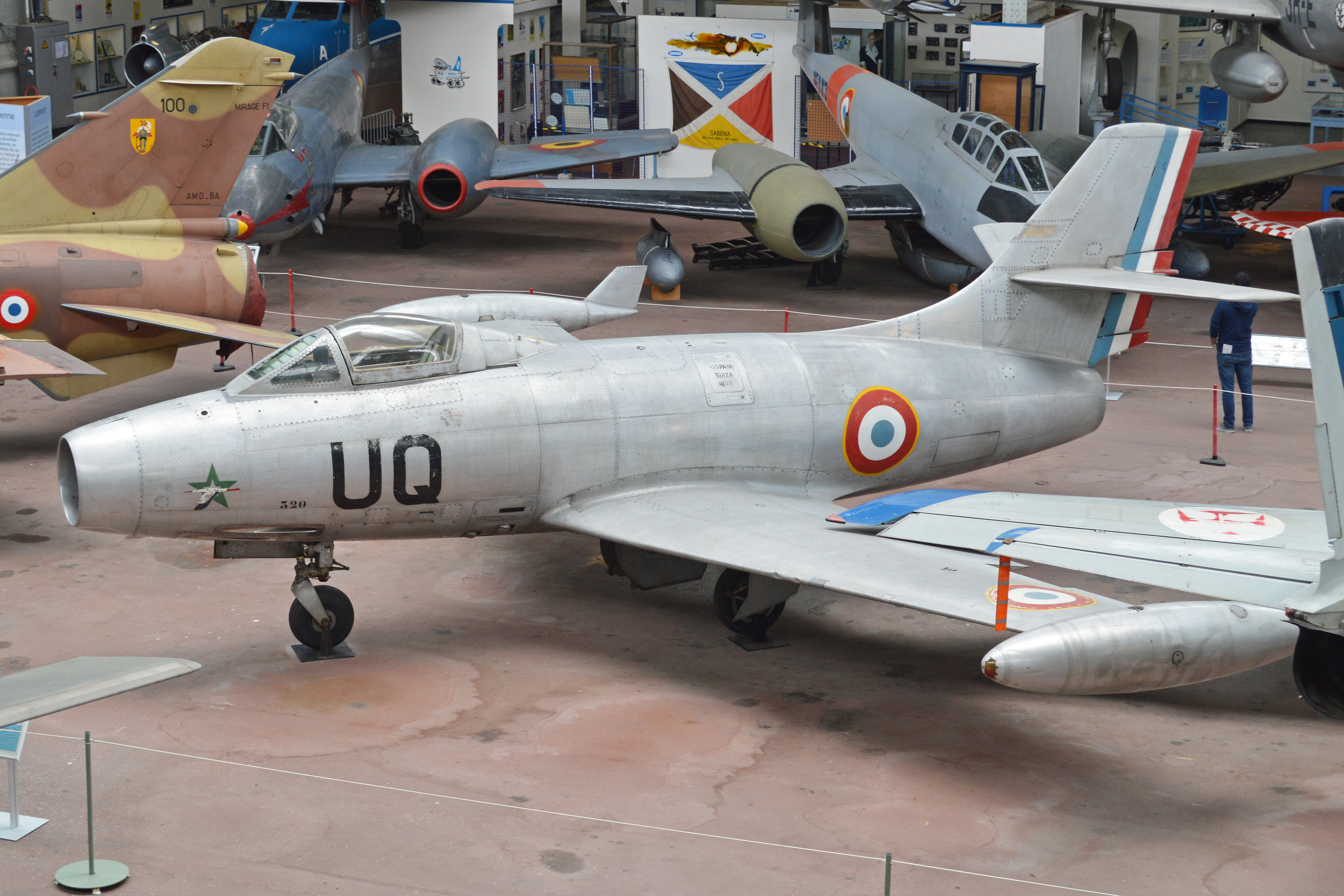
Dassault MD.450 Ouragan ‘320 - UQ’ à Bruxelles
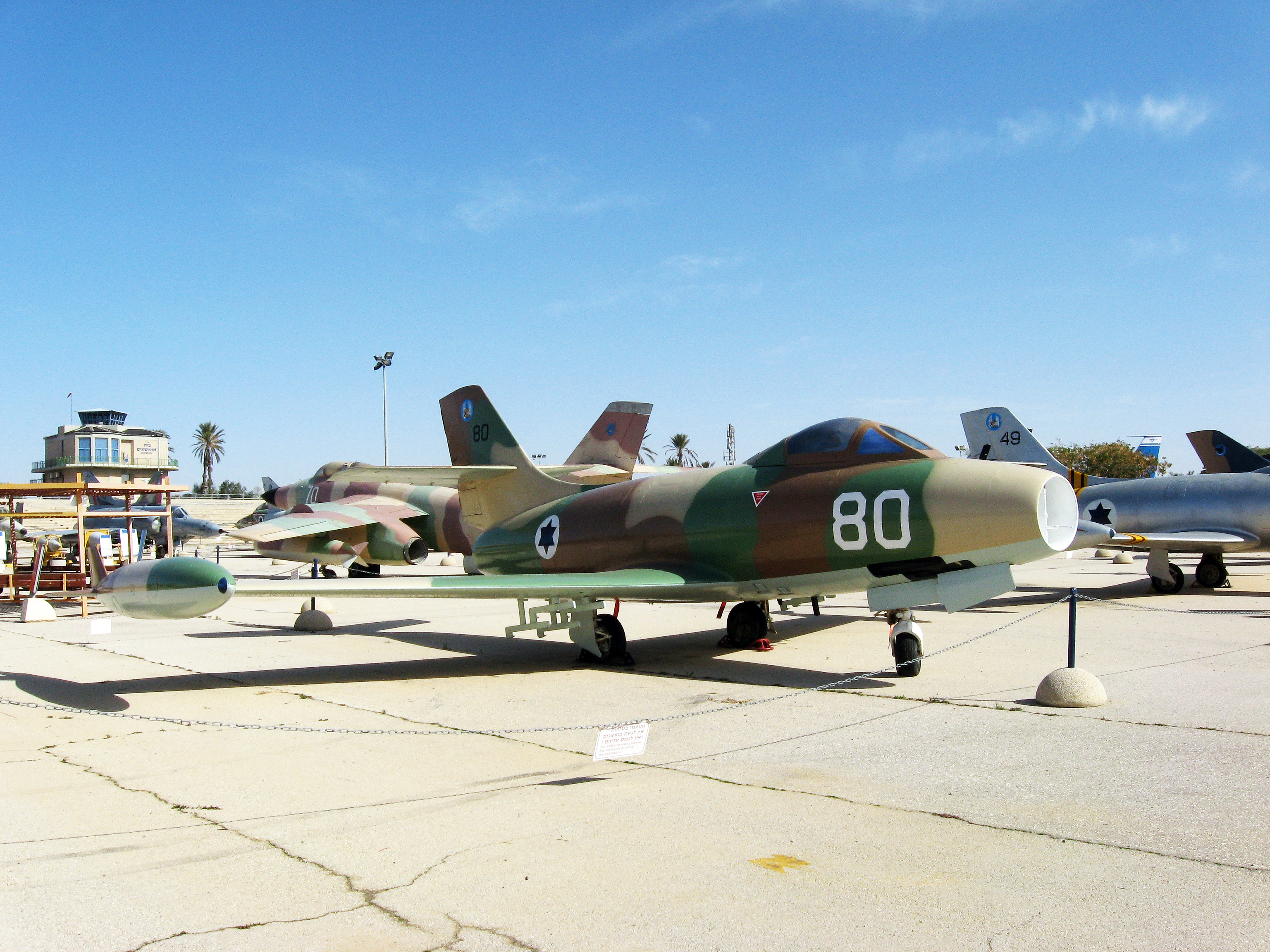
Dassault MD 450 Ouragan n°80 à Hatzerim
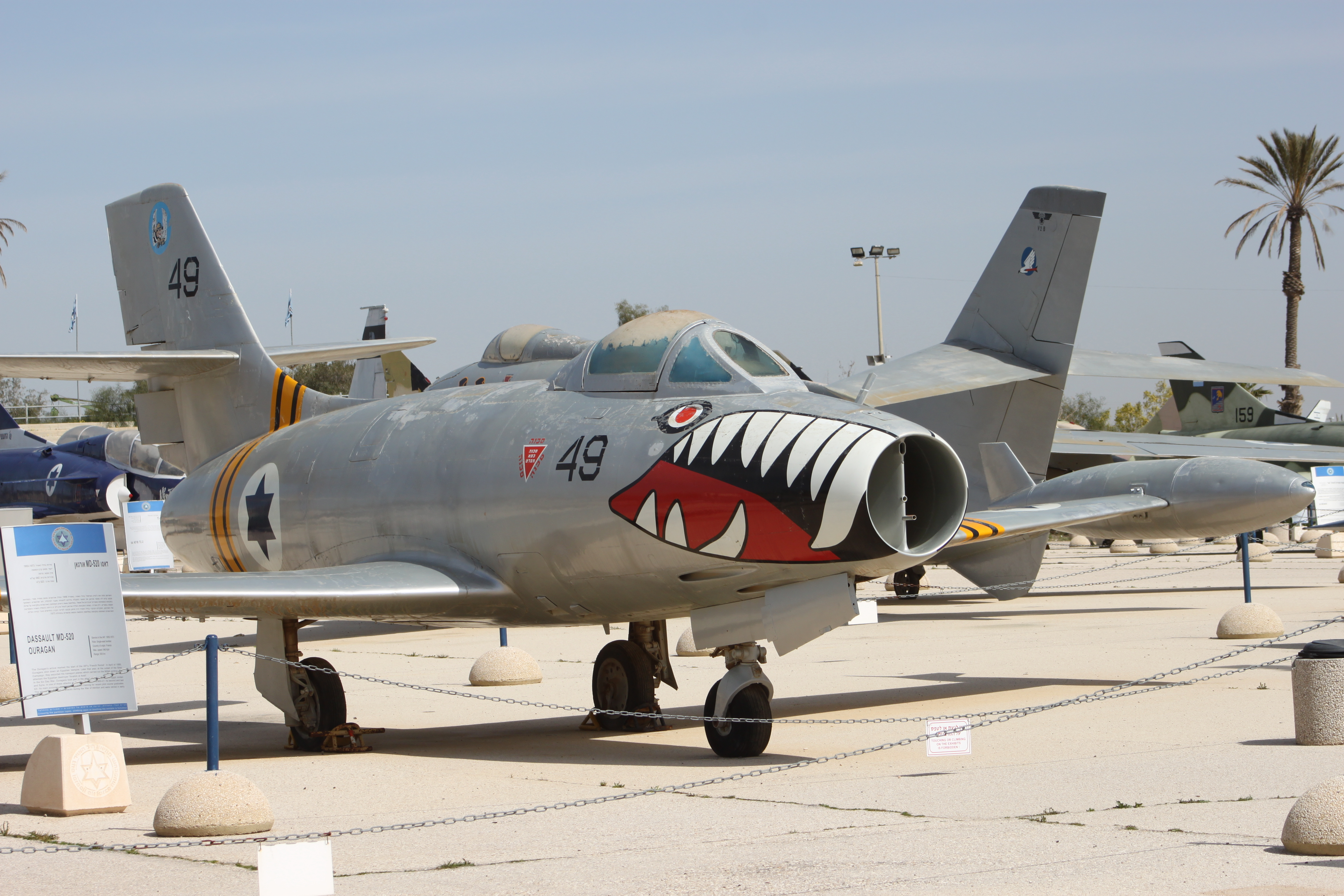
Dassault MD 450 Ouragan n°49 à Hatzerim
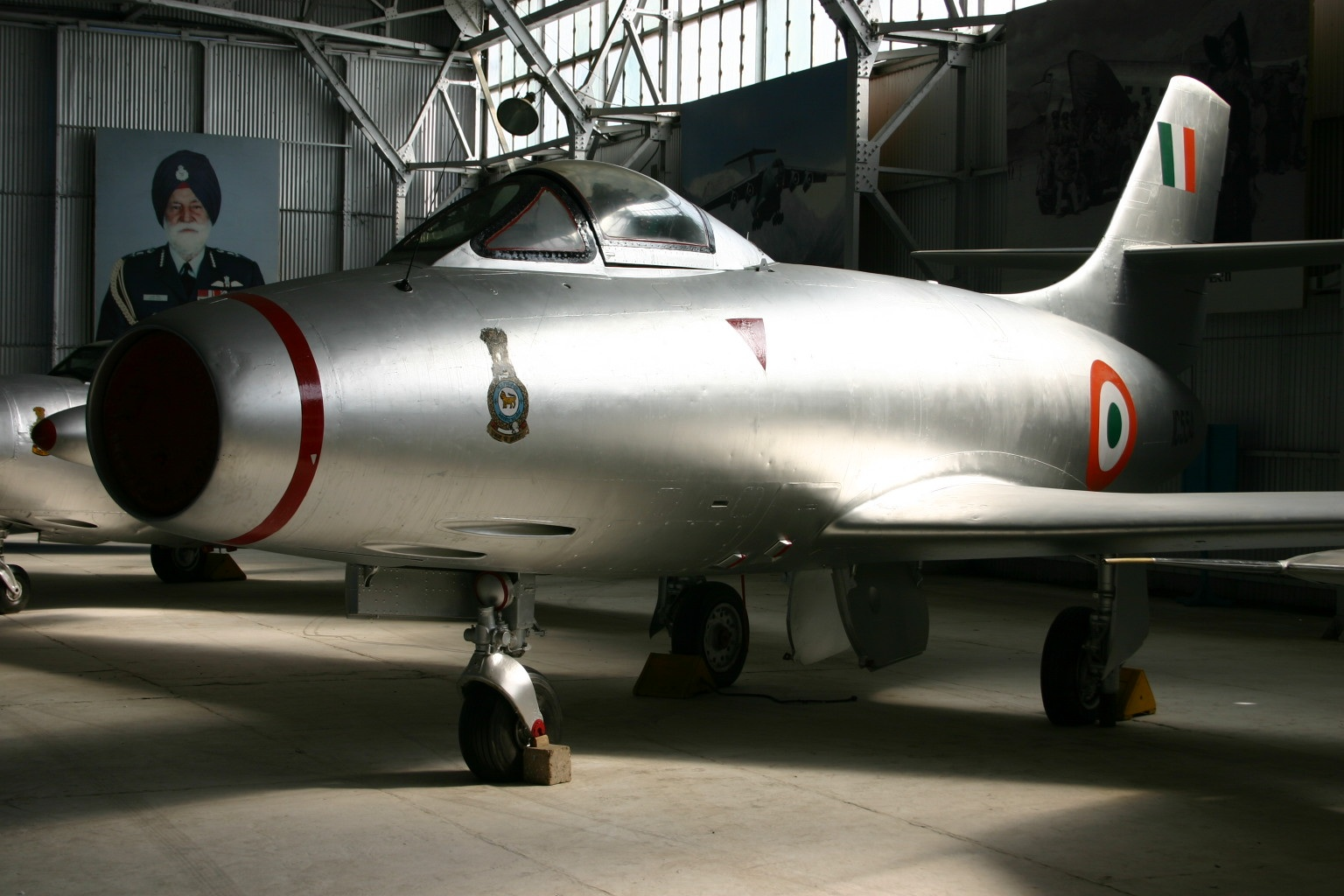
Dassault MD450 Ouragan de l'Indian Air Force à Palam
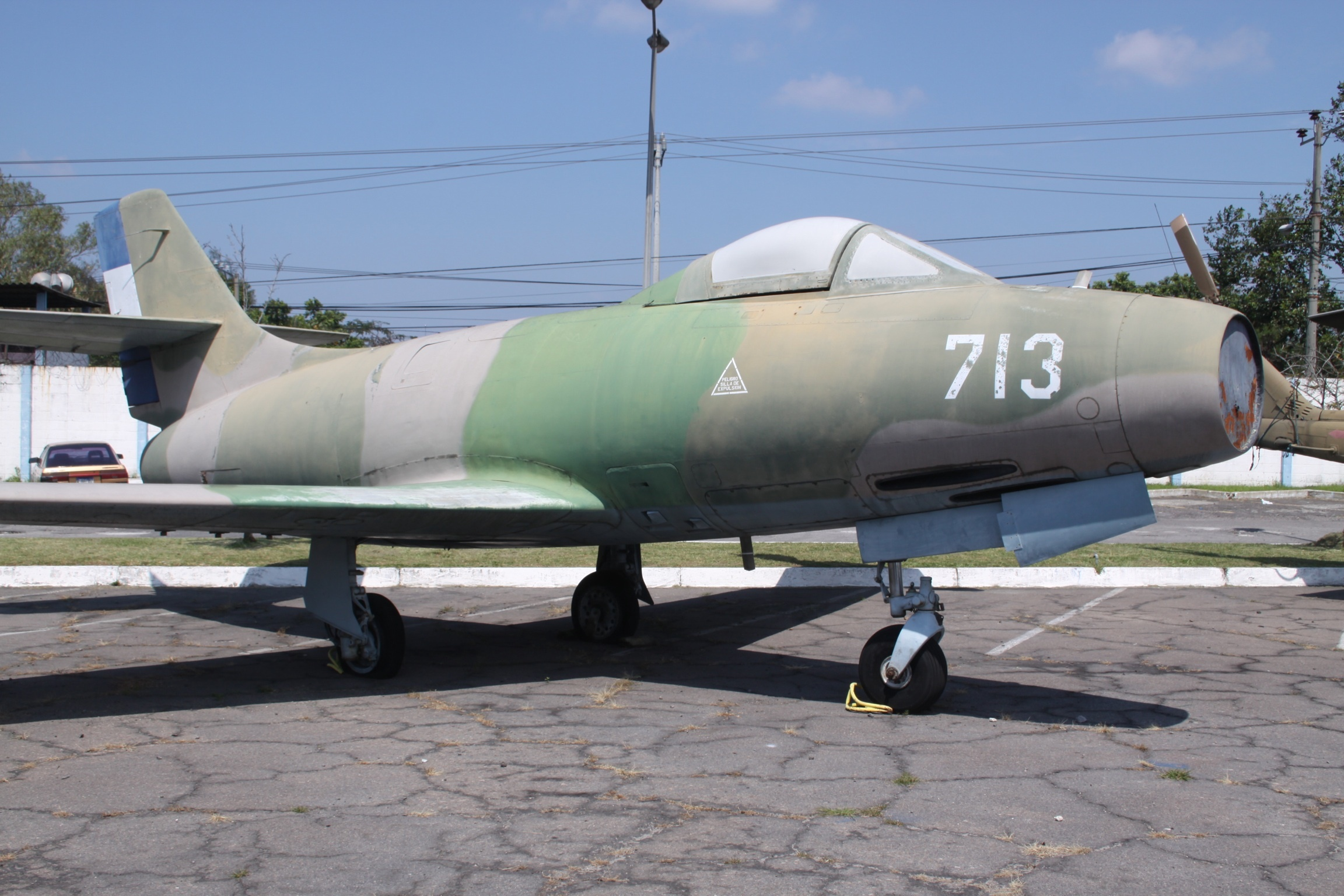
Dassault Ouragan n°713 El Salvador Air Force à Ilopango
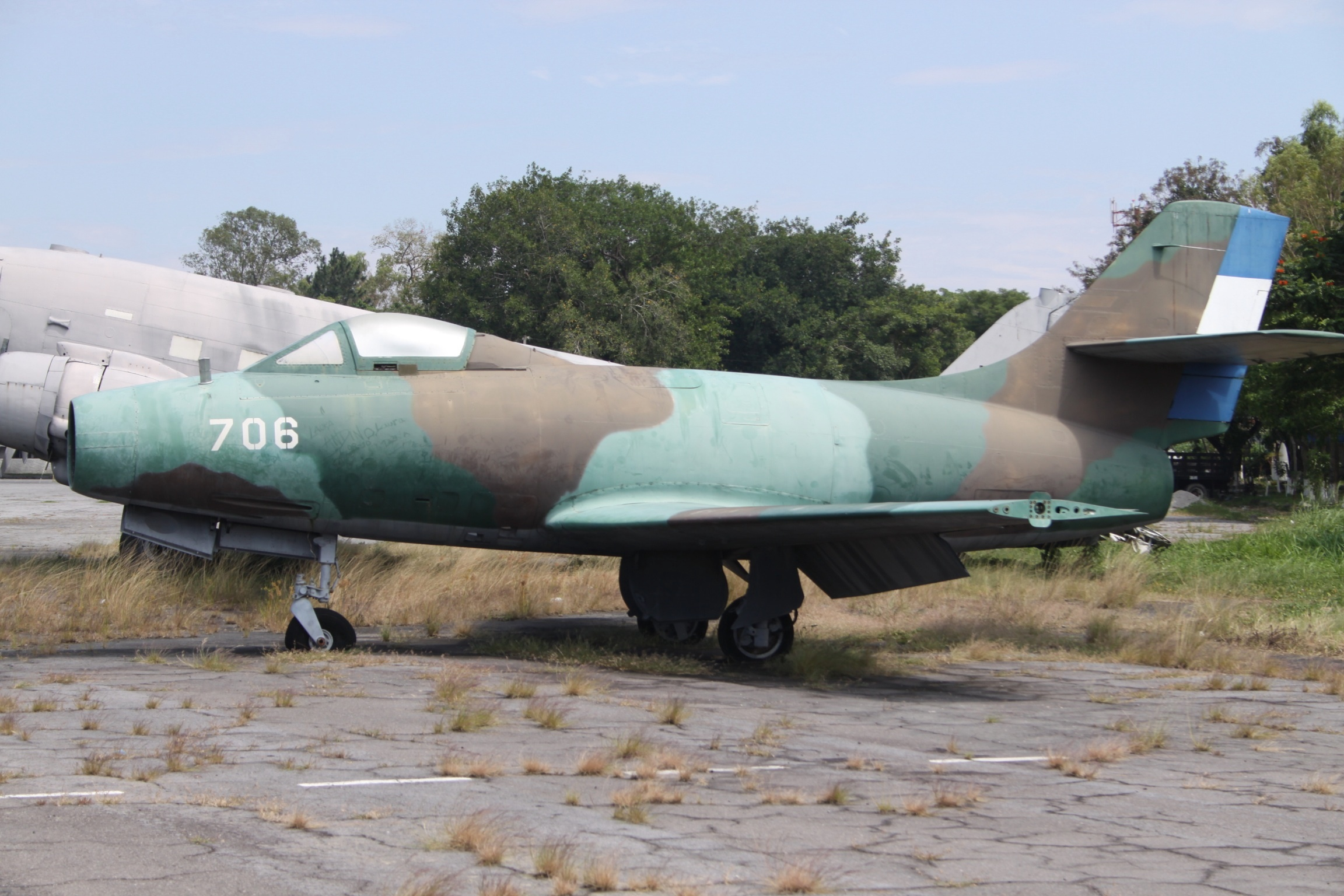
Dassault Ouragan n°706 El Salvador Air Force à Ilopango

## Galerie photographique

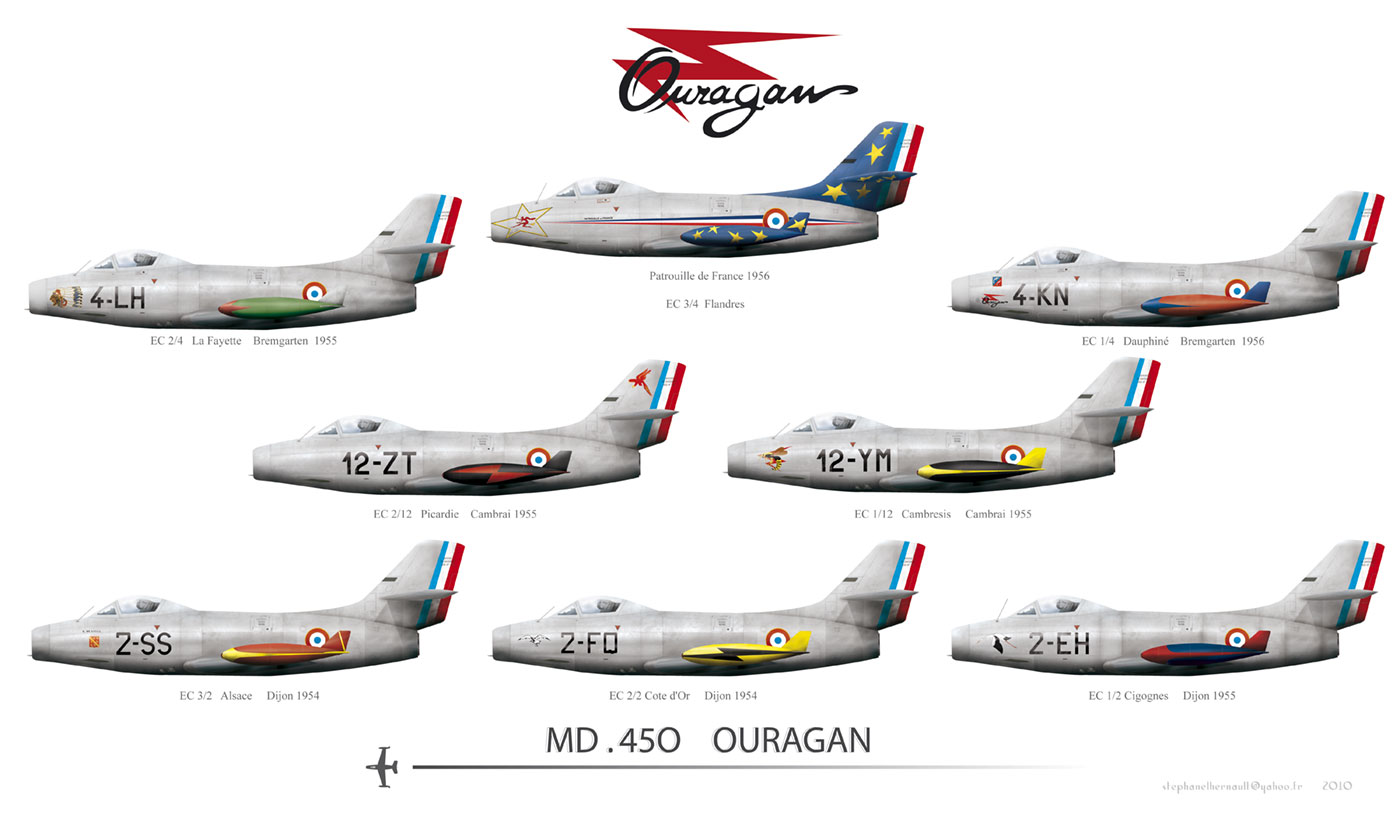
Dassault MD-450 Ouragan aux couleurs « Armée de l'air » française.
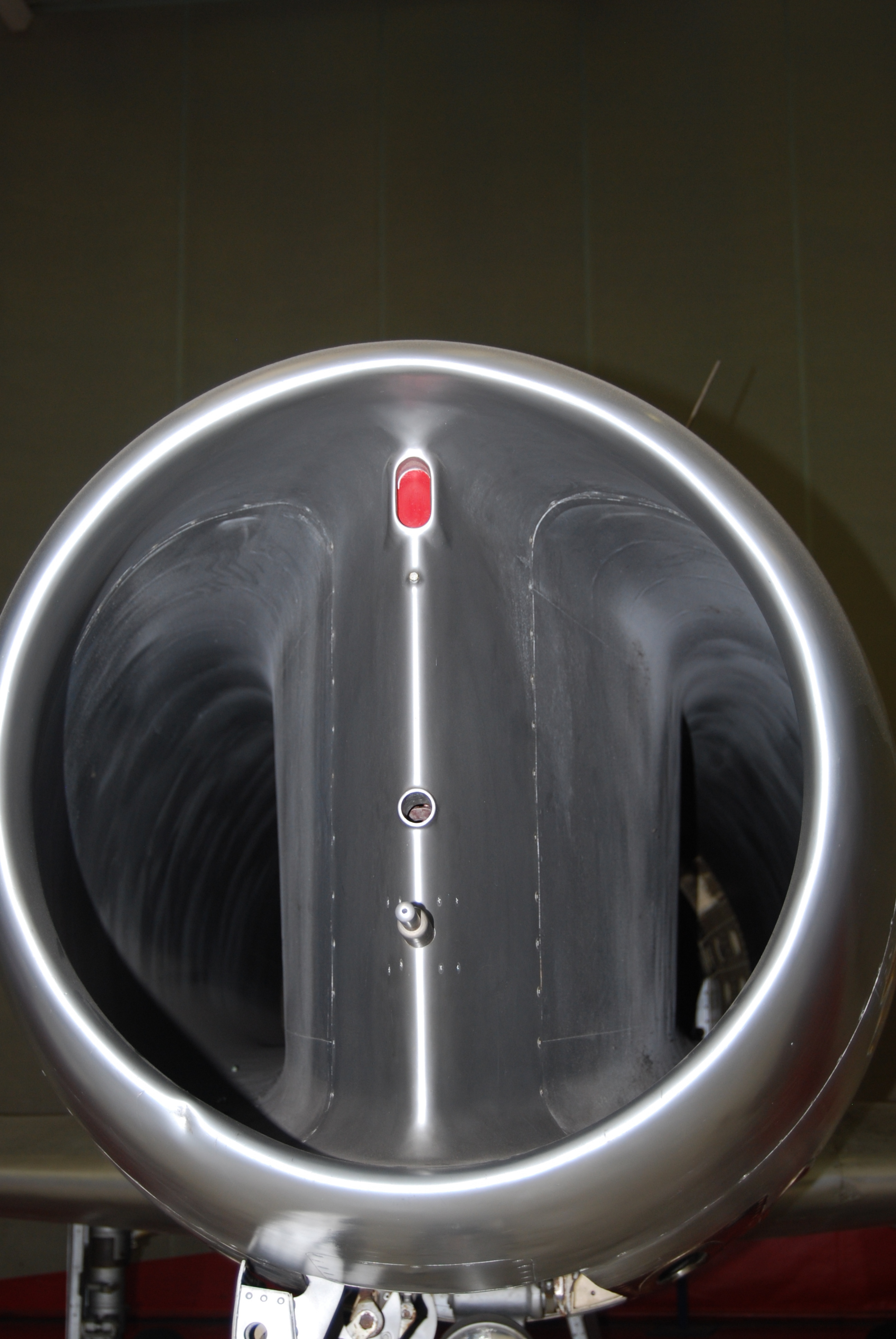
Détail sur l'entrée d'air d'un Ouragan.
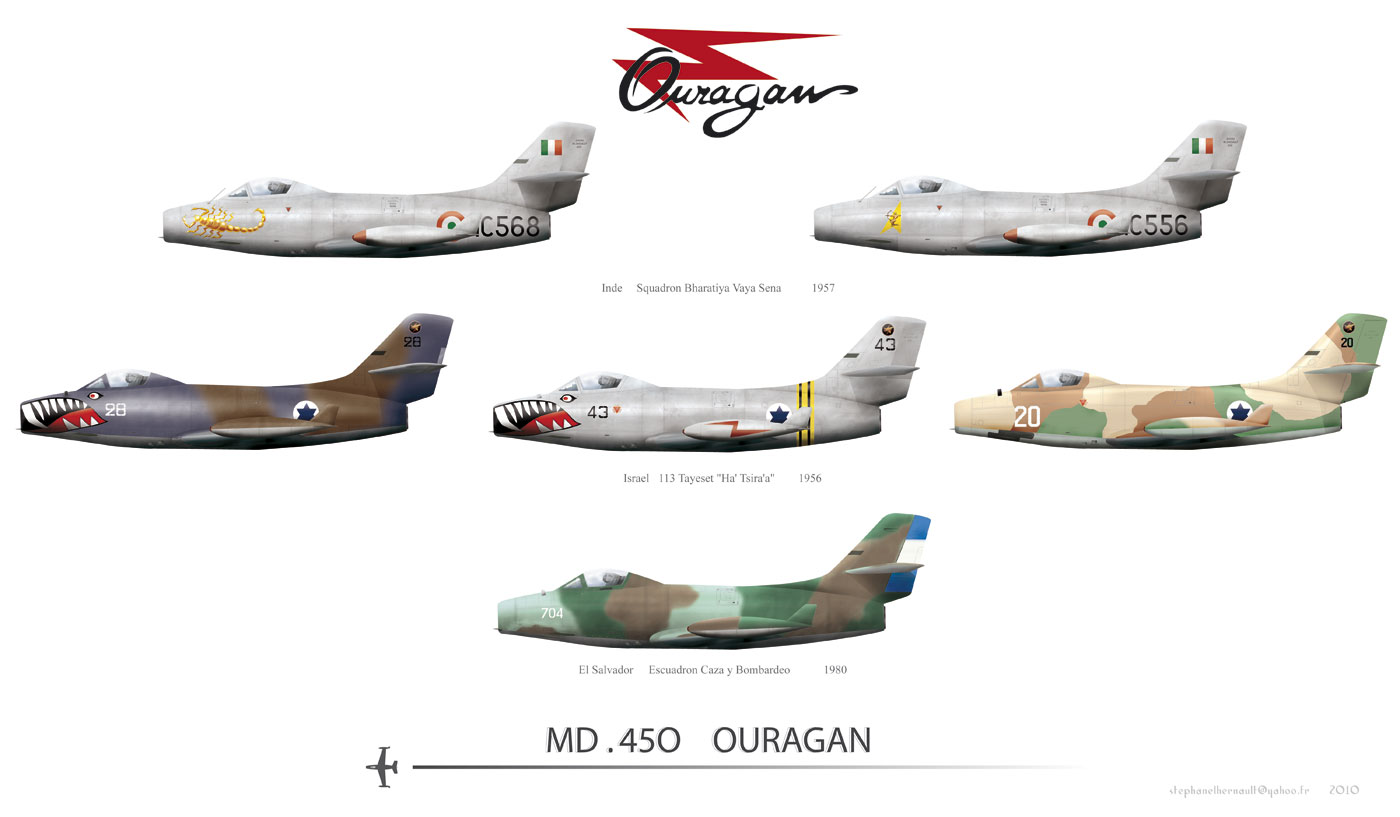
Dassault MD-450 Ouragan indien ; israélien et salvadorien.